# Rou-Marson

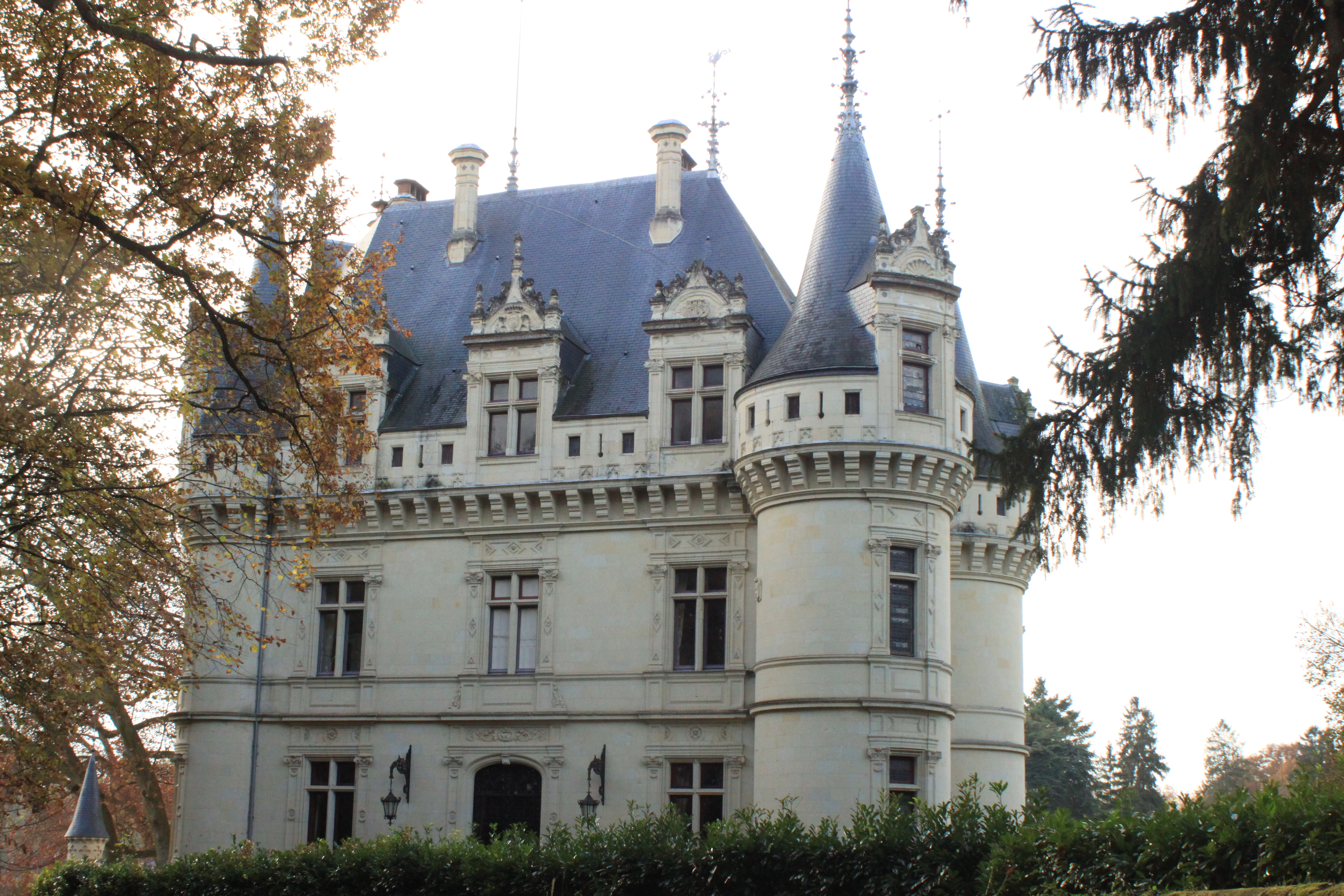
Kasteel

Rou-Marson is een gemeente in het Franse departement Maine-et-Loire (regio Pays de la Loire) en telt 599 inwoners (1999). De gemeente maakt deel uit van het arrondissement Saumur. Zij is ontstaan uit samenvoegingen van de drie gemeentes Rou, Marson en Riou.

## Geografie
De oppervlakte van Rou-Marson bedraagt 12,6 km², de bevolkingsdichtheid is 47,5 inwoners per km².
De onderstaande kaart toont de ligging van Rou-Marson met de belangrijkste infrastructuur en aangrenzende gemeenten.

## Demografie
Onderstaande figuur toont het verloop van het inwonertal (bron: INSEE-tellingen).